# ليمان أبوت

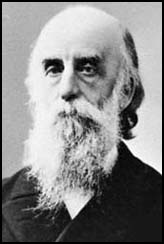
ليمان ابوت

ليمان أبوت (بالإنجليزية: Lyman Abbott)‏ (*18 كانون الأول (ديسمبر) 1835 في روكسبوري (بوستون) في ولاية ماساتشوستس و † 22 تشرين الأول (أكتوبر) 1922. هو فيلسوف ولاهوتي.
ابن الكاتب والمؤرخ يعقوب ابوت, أنهى عام 1853 دراسة القانونفي جامعة نيويورك و حصٌل إجازة في القضاء عام 1856 ثم توجه إلى دراسة اللاهوت فتخرج عام 1860.

## روابط خارجية
- ليمان أبوت على موقع الموسوعة البريطانية (الإنجليزية)